# Pauline Garon
Pauline Garon (* 9. September 1901 in Montreal; † 30. August 1965 in San Bernardino) war eine kanadisch-US-amerikanische Schauspielerin. Sie war eine vielbeschäftigte Darstellerin der Stummfilm- und Tonfilmzeit, die zwischen 1920 und 1950 in 87 Filmen spielte.

## Leben und Wirken
Garon war die jüngste von elf Geschwistern. In ihrer Geburtsstadt besuchte sie die Couvent Sacre-Coeur-Schule und kam dort erstmals mit dem Theater in Kontakt.
Als sie um 1920 nach New York zog, trat sie in ersten Broadway-Stücken auf. Schließlich wandte sie sich dem Film zu und zu ihren ersten Filmrollen gehörten A Manhattan Knight (1920), The Power Withinm (1921), Polly of the Follies (1922) und Reported Missing (1922). 1923 wurde sie zu einem der WAMPAS Baby Stars gekürt. In der deutschen Filmproduktion Der Farmer aus Texas sah man sie 1925 unter der Regie von Joe May in der Rolle der Abby Grant. Weitere Filme folgten und ihre Rollen gewannen zunehmend an Bedeutung.
Ab Mitte der 1930er Jahre wurden die Filmauftritte rarer und sie war nur noch gelegentlich in kleinen Rollen zu sehen. Ihre letzte Rolle in einem Film hatte sie im Jahr 1950.
Garon war dreimal verheiratet. Ihre erste Ehe mit dem Schauspieler und Regisseur Lowell Sherman dauerte von 1926 bis 1930. 1940 heiratet sie den Schauspieler Clyde Harland Alban. Beide Ehen wurden geschieden. 1953 heiratet sie Ross Wilson Forester, mit dem sie bis zu seinem Tod 1964 verheiratet war. Sie starb am 27. August 1965 im Alter von 64 Jahren im Patton State Hospital in San Bernardino; sie wurde auf dem Holy-Cross-Friedhof in Culver City bestattet.

## Filmografie
- 1920: A Manhattan Knight
- 1921: The Power Within
- 1922: Polly of the Follies
- 1922: Reported Missing
- 1922: The Man from Glengarry
- 1922: Frauen auf schiefer Bahn (Manslaughter)
- 1922: Sonny
- 1923: The Marriage Market
- 1923: Adams Rippe (Adam's Rib)
- 1923: Forgive and Forget
- 1923: Glengarry School Days
- 1923: Children of the Dust
- 1923: You Can’t Fool Your Wife
- 1924: The Painted Flapper
- 1924: What the Butler Saw
- 1924: The Turmoil
- 1924: Wine of Youth
- 1924: The Spitfire
- 1924: Pal o’ Mine
- 1924: The Average Woman
- 1925: Flaming Waters
- 1925: The Splendid Road
- 1925: Rose of the World
- 1925: Compromise
- 1925: Der Farmer aus Texas
- 1925: Satan in Sables
- 1925: The Great Sensation
- 1925: The Love Gamble
- 1925: Where Was I?
- 1925: Fighting Youth
- 1925: Passionate Youth
- 1925: Moderne Jugend (Speed)
- 1927: Temptations of a Shop Girl
- 1927: The College Hero
- 1927: Ladies at Ease
- 1927: Naughty
- 1927: Eager Lips
- 1927: The Princess on Broadway
- 1927: The Love of Sunya
- 1927: Driven from Home
- 1926: Christine of the Big Tops
- 1926: The Virgin Wife
- 1928: The Candy Kid
- 1928: Must We Marry?
- 1928: Riley of the Rainbow Division
- 1928: The Devil’s Cage
- 1928: Dugan of the Dugouts
- 1928: The Girl He Didn’t Buy
- 1928: The Heart of Broadway
- 1929: The Show of Shows
- 1929: In the Headlines
- 1929: Lovers' Delight (Kurzfilm)
- 1929: The Gamblers
- 1929: Rothaut (Redskin)
- 1930: Jack White Talking Pictures (Kurzfilm)
- 1930: Letters (Kurzfilm)
- 1930: Ooh La-La (Kurzfilm)
- 1930: Garde la bombe
- 1930: We! We! Marie! (Kurzfilm)
- 1930: Parlez Vous (Kurzfilm)
- 1930: The Thoroughbred
- 1930: Le spectre vert
- 1931: Parisian Gaities (Kurzfilm)
- 1931: Échec au roi
- 1933: One Year Later
- 1933: By Appointment Only
- 1933: Easy Millions
- 1933: The Phantom Broadcast
- 1934: Lost in the Stratosphere
- 1934: Wonder Bar
- 1935: Gefährliche Liebe (Dangerous)
- 1935: Going Highbrow
- 1935: Becky Sharp
- 1935: L’homme des Folies Bergère
- 1935: La veuve joyeuse
- 1935: The White Cockatoo
- 1936: King of Hockey
- 1936: Colleen
- 1936: Song of the Saddle
- 1936: It Had to Happen
- 1937: Tanz mit mir (Shall We Dance)
- 1937: Her Husband's Secretary
- 1938: Blaubarts achte Frau (Bluebeard’s Eighth Wife)
- 1940: Lillian Russell
- 1941: Schlagende Wetter (How Green Was My Valley)
- 1941: The Cowboy and the Blonde
- 1950: Bunco Squad